# Queen Charlotte Airlines
Die Queen Charlotte Airlines (kurz: QCA) war eine Fluggesellschaft in British Columbia, Kanada. Sie wurde 1943 von Jim Spilsbury, Inhaber der Spilsbury Communications Ltd. (Radio und Funkgerätehersteller) auf Savary Island, einer Insel im nördlichen Teil der Strait of Georgia gegründet.

## Geschichte
Nach dem Krieg erwarb Spilsbury 14 Maschinen des Typs Supermarine Stranraer aus dem Bestand der Royal Air Force und setzte diese als zivile Maschinen der Queen Charlotte Airlines ein. Die ersten Flugziele der QCA waren Wasserflughafen Vancouver, Comox, Queen Charlotte Islands und Moresby Island. Später folgten weitere kleinere Inseln im Passagier- und Frachtdienst.
QCA betrieb in den ersten Jahren nur Wasserflugzeuge und wurde sehr schnell zur drittgrößte Fluggesellschaft der damaligen Zeit in Kanada. 1952 hatte QCA 30 Flugzeuge, beschäftigte 35 Piloten und 250 Mitarbeiter.
Im Jahr 1955 verkaufte Spilsbury das Unternehmen an Pacific Western Airlines.

## Flotte
Die folgenden Flugzeugtypen wurden (ohne Anspruch auf Vollständigkeit) von der QCA betrieben:
- Avro Anson
- Cessna Crane
- Consolidated PBY Canso
- De Havilland Canada DHC-2 Beaver
- Douglas DC-3
- Noorduyn Norseman
- Supermarine Stranraer

## Zwischenfälle
- Am 17. Oktober 1951 wurde eine Consolidated Canso A der Queen Charlotte Airlines (Luftfahrzeugkennzeichen CF-FOQ) bei schlechtem Wetter in den Mount Benson (British Columbia, Kanada) geflogen. Grund waren Navigationsfehler beim dennoch durchgeführten Sichtflug. Das Flugzeug befand sich auf dem Weg von Kildala (British Columbia) nach Vancouver. Bei diesem CFIT (Controlled flight into terrain) wurden alle 23 Insassen getötet, drei Besatzungsmitglieder und 20 Passagiere.[2]

- Am 23. Juni 1957 stürzte eine Douglas DC-3/R4D-3 der Queen Charlotte Airlines (CF-EPI) beim Landeanflug auf den Flughafen von Port Hardy ab. Das Flugzeug war zuvor von eben jenem Flughafen gestartet; die Piloten wollten aufgrund von Problemen mit dem Höhenruder umkehren. Bei der Landung sprang die Maschine zunächst von der Landebahn hoch, um anschließend in einen außergewöhnlich steilen Steigflug überzugehen. Das Flugzeug stürzte dann nahezu senkrecht ab und ging in Flammen auf. Von den 18 Insassen kamen 14 ums Leben, zwei Crewmitglieder und zwölf Passagiere. Ursache war eine teilweise nicht deaktivierte Ruderverriegelung.[3]